# 아카리강마모셋
아카리강마모셋(Mico acariensis)은 비단원숭이과에 속하는 영장류의 일종이다. 마모셋 중의 하나이고 브라질의 고유종이다.